# Vehmaa
Vehmaa (Vemo en suédois) est une municipalité de la Finlande, dans la province de Finlande occidentale et la région de Finlande du Sud-Ouest.

## Géographie
La commune se situe à l'extrémité sud-ouest du pays, au cœur de la zone colonisée par les Suédois dès le XIIe siècle. Le paysage est vallonné et agricole, avec très peu de lacs. On y trouve officiellement 96 villages, mais certains sont seulement des hameaux de 3 maisons. La commune ne compte que quelques kilomètres de côte, une petite ouverture sur le Golfe de Vehmaa et par là sur la mer Baltique et l'archipel finlandais.
Le granite rose, exploité depuis le XVIIIe siècle, est la fierté de la paroisse.
Le village est coupé en deux entre un centre ancien, autour de l'église Sainte-Marguerite (XIVe siècle) et un petit centre administratif moderne, à environ 2 km de distance. Les villes les plus proches sont Uusikaupunki à 20 km et la capitale provinciale Turku à 40 km.
Les municipalités limitrophes sont Uusikaupunki au nord-ouest, Laitila au nord-est, Mynämäki à l'est et Taivassalo au sud-ouest.

## Démographie
Depuis 1980, la démographie de Vehma a évolué comme suit,:
| Année      | 1980  | 1985  | 1990  | 1995  | 2000  | 2005  |
| ---------- | ----- | ----- | ----- | ----- | ----- | ----- |
| population | 2 951 | 2 844 | 2 777 | 2 634 | 2 539 | 2 464 |

| Année      | 2010  | 2015  | 2020  |
| ---------- | ----- | ----- | ----- |
| population | 2 378 | 2 276 | 2 296 |

## Lieux et monuments
- Église Sainte-Marguerite de Vehmaa
- Manoir d'Amberla
- Musée d'histoire locale de Huolila
- Gare de Vinkkilä
- Route côtière d'Ostrobotnie

## Personnalités liées
- Johan Flachsenius (1636-1708), mathématicien finlandais né à Vehmaa.
- Pertti Karppinen (1953-), triple champion olympique d'aviron (skiff).
- Albin Stenroos, champion olympique du marathon de 1924 à Paris.
- Timo Aaltonen, lanceur de poids.

## Galerie

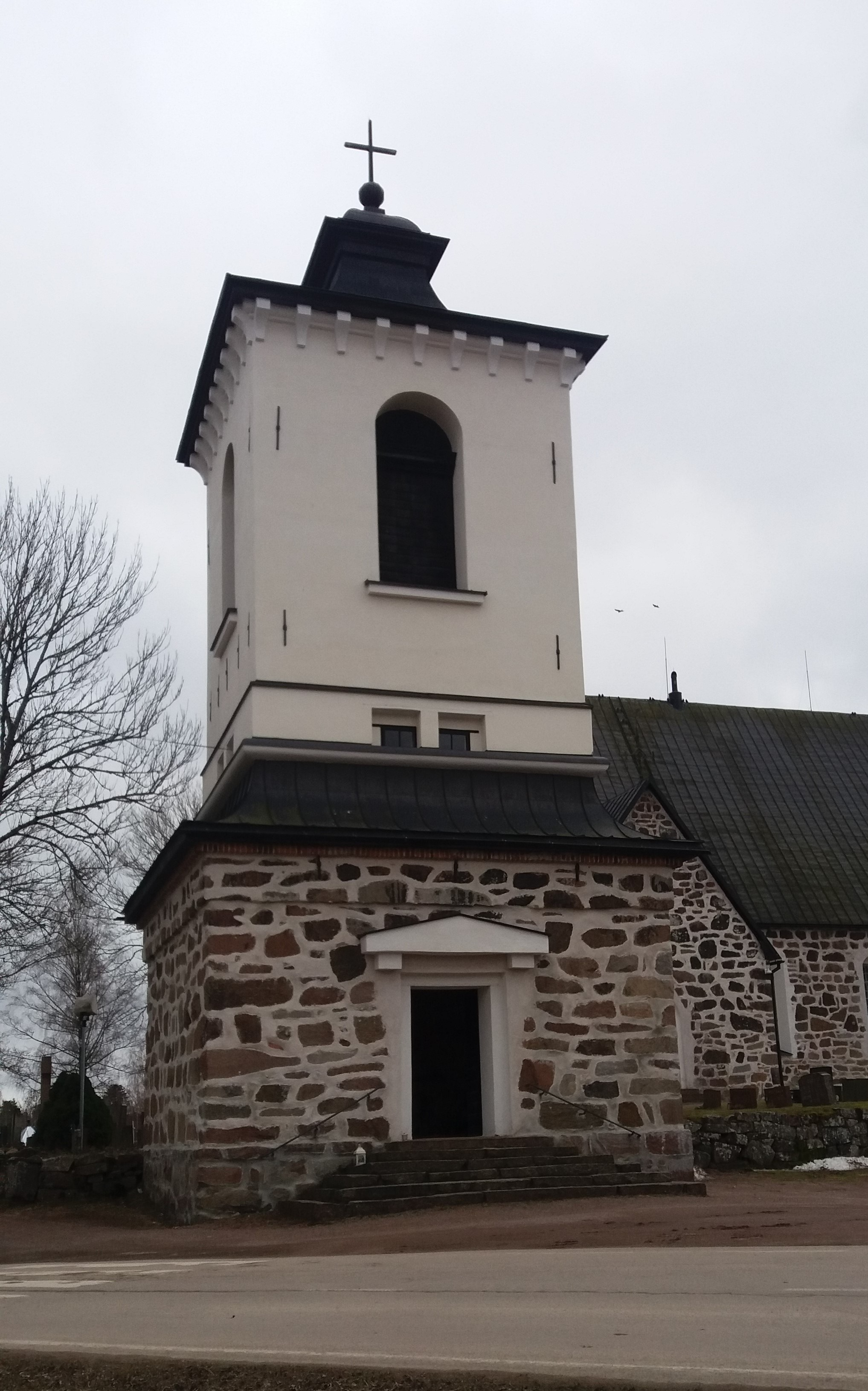
Église de Vehmaa.
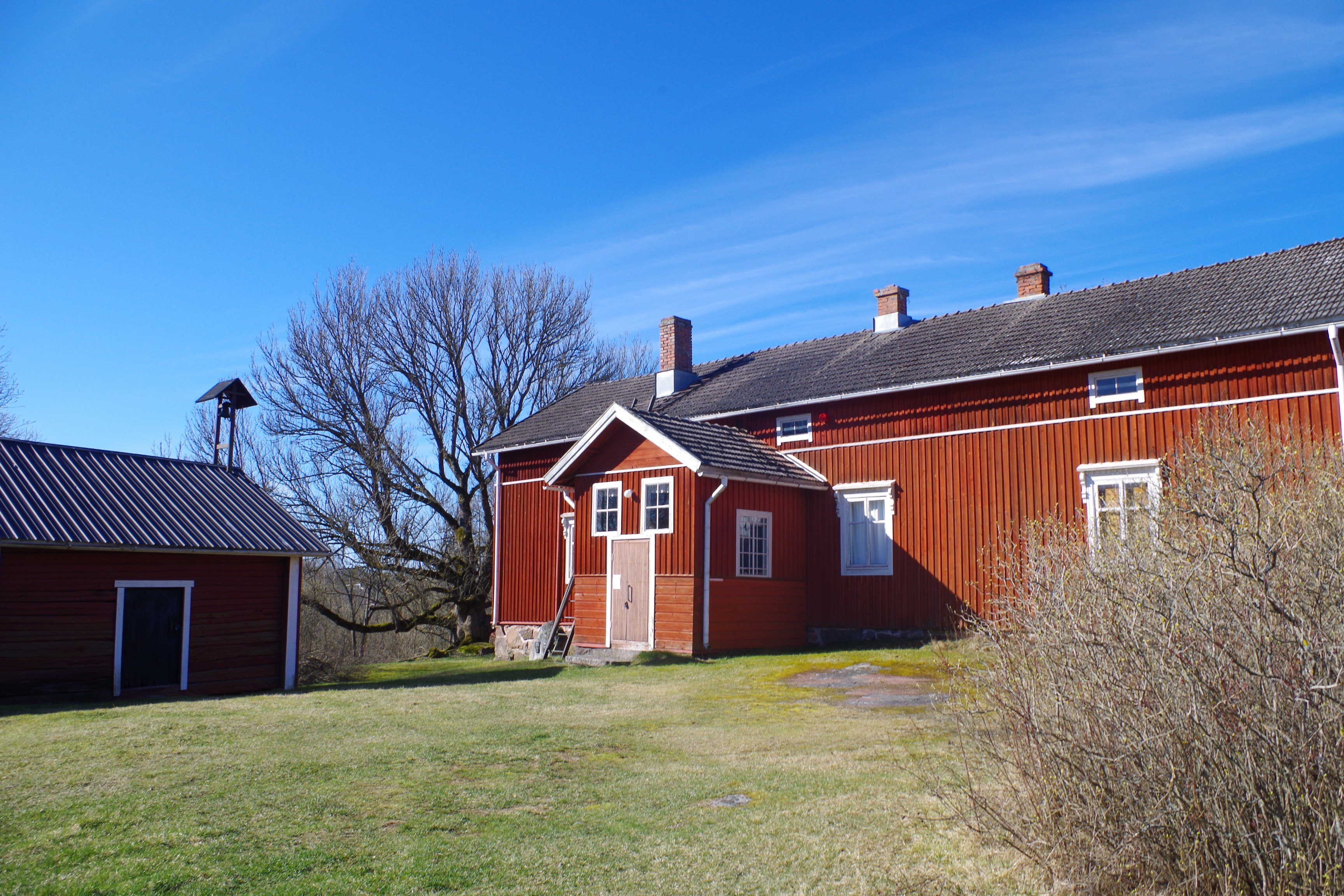
Musée d'histoire locale de Huolila.
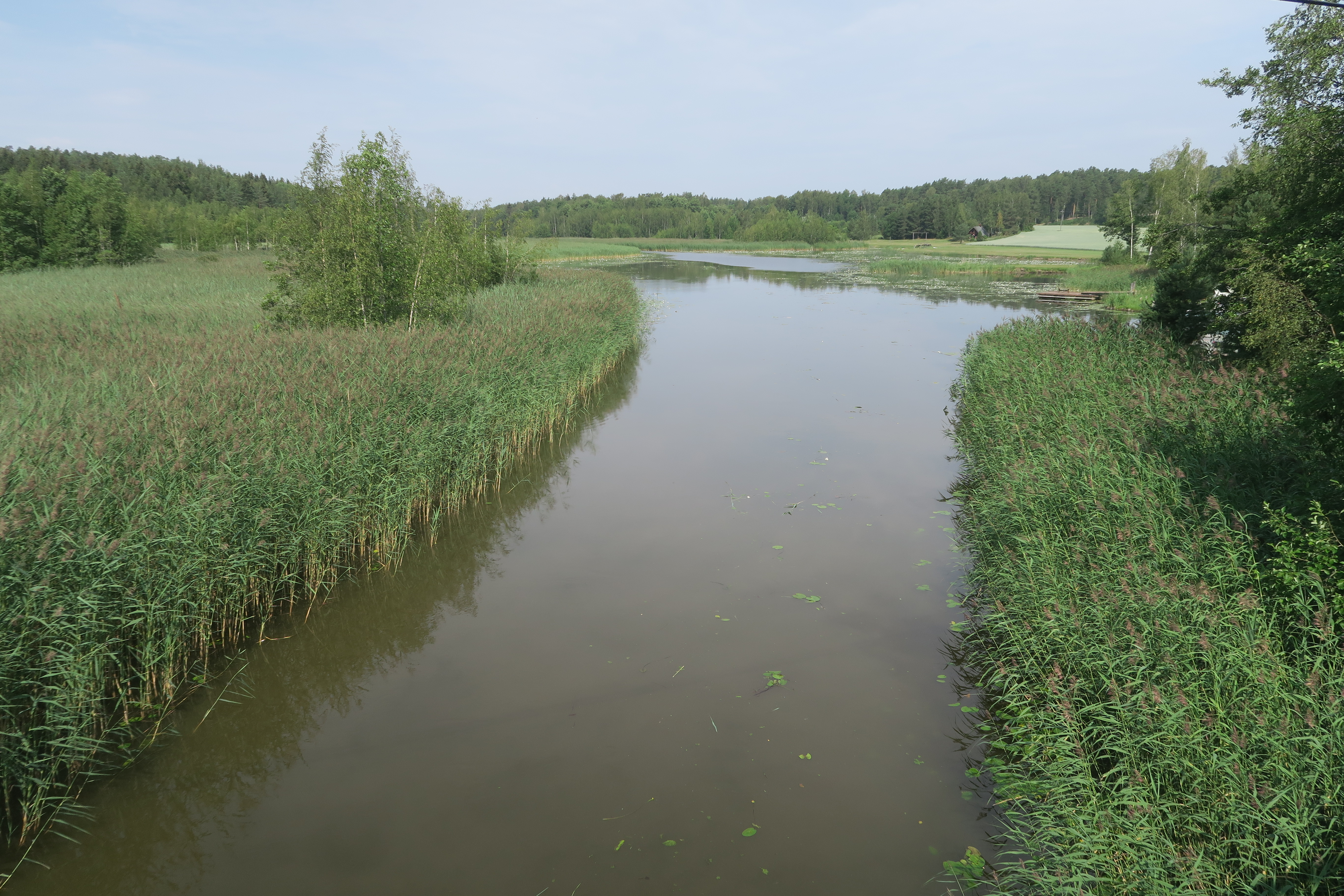
Isosalmi vu du pont de Ristikylä.